# أليساندرا دي روسي
أليساندرا دي روسي هي عارضة وممثلة فلبينية، ولدت في 19 يوليو 1984 بإنجلترا في المملكة المتحدة.

## وصلات خارجية
- أليساندرا دي روسي على موقع IMDb (الإنجليزية)
- أليساندرا دي روسي على موقع ألو سيني (الفرنسية)
- أليساندرا دي روسي على موقع ميوزك برينز (الإنجليزية)
- أليساندرا دي روسي على موقع أول موفي (الإنجليزية)
- أليساندرا دي روسي على موقع قاعدة بيانات الفيلم (الإنجليزية)
- أليساندرا دي روسي على موقع كينوبويسك (الروسية)